# Oboro (tàu khu trục Nhật) (1930)
Oboro (tiếng Nhật: 朧) là một tàu khu trục hạng nhất của Hải quân Đế quốc Nhật Bản, thuộc lớp Fubuki bao gồm hai mươi bốn chiếc, được chế tạo sau khi Chiến tranh Thế giới thứ nhất kết thúc. Khi được đưa vào hoạt động, những con tàu này là những tàu khu trục mạnh mẽ nhất thế giới. Chúng phục vụ như những tàu khu trục hàng đầu trong những năm 1930, và tiếp tục là những vũ khí lợi hại trong cuộc Chiến tranh Thái Bình Dương. Oboro từng tham gia một số hoạt động trong những năm chiến tranh trước khi bị không kích đánh chìm gần đảo Kiska vào ngày 17 tháng 10 năm 1942 trong Chiến tranh Thế giới thứ hai.

## Thiết kế và chế tạo
Việc chế tạo lớp tàu khu trục Fubuki tiên tiến được chấp thuận vào năm tài chính 1923 như một phần của chương trình có tham vọng cung cấp cho Hải quân Đế quốc Nhật Bản một ưu thế về chất lượng so với những tàu chiến hiện đại nhất của thế giới. Khả năng thể hiện của lớp Fubuki là một bước nhảy vọt so với các thiết kế tàu khu trục trước đó, nên chúng được gọi là các "tàu khu trục đặc biệt" (tiếng Nhật: 特型 - Tokugata). Kích thước lớn, động cơ mạnh mẽ, tốc độ cao, bán kính hoạt động lớn và vũ khí trang bị mạnh chưa từng có khiến cho các tàu khu trục này có được hỏa lực tương đương nhiều tàu tuần dương hạng nhẹ của hải quân các nước khác. Oboro, được chế tạo tại Xưởng hải quân Sasebo, là chiếc thứ bảy của một loạt tàu được cải tiến, bao gồm kiểu tháp pháo có thể nâng các khẩu pháo chính 127 mm (5 inch)/50 caliber Kiểu 3 lên một góc 75° so với nguyên thủy 40°, cho phép sử dụng chúng như pháo lưỡng dụng có thể chống lại máy bay.
Oboro được đặt lườn vào ngày 29 tháng 11 năm 1929. Nó được hạ thủy vào ngày 8 tháng 11 năm 1930 và đưa ra hoạt động vào ngày 31 tháng 10 năm 1931. Nguyên được dự định mang số hiệu đơn giản là "Tàu khu trục số 51", nó được hoàn tất dưới tên gọi Oboro.
Sự cố đối với Hạm đội 4 Hải quân Đế quốc Nhật Bản, khi một số lớn tàu chiến bị hư hại bởi một cơn bão, xảy ra không lâu sau khi Oboro được đưa vào hoạt động, và nó cùng với các tàu chị em nhanh chóng được cho quay trở lại ụ tàu để gia cường thêm lườn tàu.

## Lịch sử hoạt động
Khi hoàn tất, Oboro được phân về Hải đội Khu trục 20 thuộc Hạm đội 2 Hải quân Đế quốc Nhật Bản. Trong cuộc Chiến tranh Trung-Nhật, từ năm 1937, Oboro hỗ trợ cho các cuộc đổ bộ lực lượng Nhật Bản lên Thượng Hải và Hàng Châu. Từ năm 1940, nó được phân công tuần tra dọc theo bờ biển và hỗ trợ cho việc đổ bộ lên miền Nam Trung Quốc, và sau đó là việc chiếm đóng Đông Dương thuộc Pháp.
Vào lúc xảy ra cuộc tấn công Trân Châu Cảng, Sagiri được phân về Hàng không chiến đội 5 của Không hạm đội 1 Hải quân Đế quốc Nhật Bản, và được bố trí từ Quân khu Hải quân Yokosuka đến Hahajima thuộc quần đảo Bonin, nơi mà sau đó nó tiến hành các hoạt động hỗ trợ cho các cuộc đổ bộ lực lượng Nhật Bản trong việc chiếm đóng Guam.
Từ giữa tháng 12 năm 1941 đến tháng 4 năm 1942, Oboro đặt căn cứ tại Kwajalein, và từ giữa tháng 4 cho đến cuối tháng 8 năm 1942, Oboro đặt căn cứ tại Yokosuka, tuần tra các vùng biển lân cận, và hộ tống các đoàn tàu vận tải từ Yokosuka đến Quân khu Bảo vệ Ōminato về phía Bắc, và đến Quân khu Bảo vệ Mako về phía Tây Nam.
Vào ngày 11 tháng 10 năm 1942, Oboro rời Yokosuka cùng một đoàn tàu vận tải chuyển hàng tiếp liệu hướng đến đảo Kiska thuộc quần đảo Aleut lúc đó còn do Nhật Bản chiếm đóng. Oboro bị đánh chìm vào ngày 17 tháng 10 bởi một cuộc không kích do máy bay ném bom tầm trung B-26 Marauder của Không lực Mỹ thực hiện ở cách 56 km (30 hải lý) về phía Đông Bắc Kiska, ở tọa độ 52°17′B 178°08′Đ / 52,283°B 178,133°Đ. Một quả bom ném trúng trực tiếp vào số đạn dược tiếp liệu mang theo đã khiến chiếc tàu khu trục nổ tung và chìm nhanh chóng, chỉ để lại 17 người sống sót, bao gồm vị thuyền trưởng, Thiếu tá Hải quân Yamana, được vớt bởi tàu khu trục Hatsuharu, vốn cũng bị hư hại nặng trong cùng cuộc tấn công này.
Vào ngày 15 tháng 11 năm 1942, Oboro được rút khỏi danh sách Đăng bạ Hải quân.

## Danh sách thuyền trưởng
- Thiếu tá Akira Ito (sĩ quan trang bị trưởng): 1 tháng 4 năm 1931 - 31 tháng 10 năm 1931
- Thiếu tá Akira Ito: 31 tháng 10 năm 1931 - 1 tháng 6 năm 1934
- Trung tá Kazutaka Niimi: 1 tháng 6 năm 1934 - 22 tháng 10 năm 1934
- Trung tá Ko Nakagawa: 22 tháng 10 năm 1934 - 15 tháng 11 năm 1935
- Trung tá Chonosuke Murakami: 15 tháng 11 năm 1935 - 1 tháng 12 năm 1936
- Thiếu tá Masashichi Shirahama: 1 tháng 12 năm 1936 - 1 tháng 12 năm 1937
- Trung tá Tsutau Araki: 1 tháng 12 năm 1937 - 10 tháng 8 năm 1938
- Trung tá Yuji Yamada: 10 tháng 8 năm 1938 - 25 tháng 1 năm 1939
- Trung tá Bunji Furukawa: 25 tháng 1 năm 1939 - 1 tháng 11 năm 1939
- Trung tá Fumio Furukawa: 1 tháng 11 năm 1939 - 15 tháng 11 năm 1939
- Trung tá Shizuo Akazawa: 15 tháng 11 năm 1939 - 15 tháng 10 năm 1940
- Thiếu tá Osamu Takasuka: 15 tháng 10 năm 1940 - 12 tháng 4 năm 1942
- Thiếu tá Hiroo Yamana: 12 tháng 4 năm 1942 - 17 tháng 10 năm 1942